# Joe Oros
Joseph E. Oros Jr. (15 de junio de 1916 - 2 de agosto de 2012) fue un diseñador de automóviles estadounidense de ascendencia rumana, ligado a la Ford Motor Company durante un período de 21 años, durante el que como diseñador jefe concibió el Ford Mustang original, e intervino en el estilo del Ford Thunderbird de 1955. También desarrolló una faceta como artista, escultor, pintor y diseñador industrial, habiendo diseñado electrodomésticos y otros productos.

## Semblanza
Los padres de Oros habían inmigrado a los EStados Unidos desde Rumanía. Eran originarios de Transilvania y no hablaban inglés. Joe Oros pasó del tercer al quinto grado debido a su fantástico trabajo artístico, y aunque sus habilidades en matemáticas y ciencias eran cuestionables, acabó graduándose como el mejor de su clase en el Instituto de Arte de Cleveland en 1939, habiendo estudiado con el diseñador Viktor Schreckengost.
Más adelante se convirtió en estudiante en la Escuela de Diseño Automotriz de General Motors, incluido un período en Cadillac. Allí conoció a sus compañeros Elwood Engel, luego jefe de diseño en Chrysler Corporation y George W. Walker, que llegaría a ser vicepresidente de diseño en la Ford Motor Company. Después de servir en el ejército durante la Segunda Guerra Mundial, comenzó a trabajar para la firma de diseño industrial de Walker. También recomendó contratar allí a su amigo íntimo Engel. Walker y Oros trabajaron en el diseño de los automóviles Nash hasta 1947, cuando la firma de Walker ganó un contrato con Ford. Juntos, trabajaron en el diseño del Ford de 1949, un diseño que Oros describió como inspirado en un avión,
Cuando Walker se convirtió más adelante en jefe de diseño de Ford en 1955, Oros se unió a Walker y a Engel, trabajando principalmente en el diseño de los automóviles y camionetas de Ford, mientras que Engel se dedicó a las marcas Lincoln y Mercury.
Ascendió a director de diseño exterior y supervisó muchos proyectos de vehículos Ford. En 1958 realizó el trabajo de diseño principal en el nuevo Ford Thunderbird de cuatro asientos, que aparecería en el modelo del año 1958. Superó a un diseño de Engel (que luego se convirtió en el icónico Lincoln Continental de 1961). Aunque las demoras hicieron que el Thunderbird revisado llegara a los concesionarios con tres meses de retraso, fue un gran éxito de ventas. El Thunderbird de 1958 vendió más del doble que el antiguo modelo de dos asientos, y fue nombrado Coche del Año de Motor Trend. El estilo de la carrocería continuó hasta 1960.
Tras su jubilación en 1975, Joe Oros y su esposa Betty Thatcher Oros se mudaron a Santa Bárbara (California), pasando a ser miembros muy activos de la comunidad rumano-estadounidense del sur de California.
Vivió en Santa Bárbara (California) con su esposa Betty, la primera diseñadora automotriz de los Estados Unidos, hasta que Betty falleció en 2001. Su casa estaba llena de sus propias obras de arte, incluidas pinturas y esculturas. Oros murió el 2 de agosto de 2012, a la edad de 96 años.

## Ford Mustang

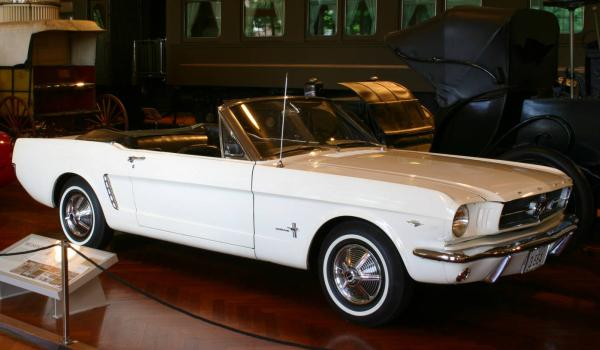
Ford Mustang 1964/65

Como subdirector general e ingeniero jefe de Lee Iacocca, Donald N. Frey fue el ingeniero jefe del proyecto Mustang, cuyo desarrollo supervisó en un plazo récord de 18 meses, mientras que Iacocca lideró el proyecto como director general de la División Ford. El prototipo de Mustang había sido un roadster de dos asientos y motor central, posteriormente remodelado como un automóvil de cuatro asientos diseñado bajo la dirección del Jefe de Diseño de Proyectos Joe Oros y su equipo, formado por L. David Ash, Gale Halderman y John Foster de los Estudios de diseño de la División Lincoln Mercury de Ford, que produjeron el diseño ganador de un concurso de diseño promovido en la empresa por Iacocca. El diseño concebido por Ash, originalmente denominado internamente Cougar, fue el ganador.
Habiendo establecido los estándares de diseño para el Mustang, Oros dijo:

Le dije al equipo que quería que el coche atrajera a las mujeres, pero quería que los hombres también lo desearan. Quería una parte delantera similar a la de un Ferrari, con el motivo centrado en la parte delantera, algo de aspecto pesado como en un Maseratti, pero por favor, no un Tridente, y quería tomas de aire laterales para enfriar los frenos traseros. Dije que debería ser lo más deportivo posible y que pareciera relacionado con el diseño europeo.

Al recordar la historia del diseño del automóvil, señaló que:

Luego convoqué una reunión con todos los diseñadores de los estudios de Ford. Hablamos sobre el automóvil deportivo durante la mayor parte de esa tarde, estableciendo parámetros sobre cómo debería verse - y cómo no debería verse - haciendo listas en una pizarra grande, una técnica que adapté del seminario de gestión. Pusimos las listas por todo el estudio para mantenernos en el camino correcto. También teníamos fotografías de todos los automóviles deportivos anteriores que se habían hecho en el estudio Corporate Advanced como guía de temas o ideas que estaban desgastadas o no eran aceptables para la gerencia.

En una semana habíamos elaborado un nuevo diseño. Cortamos plantillas y las ajustamos al modelo de arcilla que ya se había iniciado. Lo cortamos directamente, agregando o eliminando arcilla para acomodar nuestro nuevo esquema, por lo que no fue como comenzar de nuevo. Pero sabíamos que Lincoln-Mercury tendría dos modelos. Y Advanced tendría cinco, algunos que habían mostrado y modificado previamente, además de un par de extras. Pero nosotros solo tendríamos un modelo, porque el estudio de Ford tenía un programa de producción para muchas puestas al día de modelos existentes y otros proyectos. No podíamos permitirnos la mano de obra, pero recuperamos el tiempo perdido trabajando las veinticuatro horas del día para que nuestro modelo estuviera listo para la revisión de la dirección.

Día de aprobación:
"La suerte estaba echada", dijo Oros. "Fue una decisión unánime aceptar el coche que habíamos preparado. Aprobaron todo en nuestro coche sin críticas". Henry Ford II estaba totalmente convencido del diseño del equipo de Oros, y el propio Iacocca estaba feliz de que finalmente iba a tener un automóvil. "Yo no estaba en el momento de la aprobación, ni ningún otro jefe del estudio", señaló Oros. Henry Ford II se acercó más tarde y le dijo a Oros: "Joe, sabes que aprobamos tu coche, pero estás 15 dólares por encima del tope". Oros dijo que lo entendía y que encontraría la manera de recuperar el dinero. Los planificadores de productos tenían un presupuesto y una banda de ventas establecidos para cada automóvil. Por lo tanto, el costo de producción estimado del Mustang tenía que cumplirse o no sería rentable.
Henry II luego se acercó a una maqueta del interior del Mustang, y probó el asiento trasero. "Era un hombre grande sentado en el asiento trasero", dijo Oros. Y nos dijo: "Joe, creo que necesitamos un poco más de espacio para la cabeza", cuando se giró hacia atrás y se golpeó en la cabeza. Le dije: "Sí señor, podemos hacer eso". Y él dijo: "¿Puede hacerse sin perder el diseño?", y yo le dije: "Sí señor, lo haremos", y eso fue todo. Funcionó. "Nadie querría decirle que no al tipo que tenía su nombre en el edificio", comentaría después Oros.
En 2009, en la celebración del 45 aniversario del Mustang, Oros, que entonces tenía 92 años, dijo:

Nos dijeron que diseñáramos un automóvil que encantara tanto a las mujeres como a los hombres, y eso es exactamente lo que hicimos ... Me enorgullece cada vez que veo uno. Después de todos estos años, el Mustang nunca ha perdido su brillo.

## Reconocimientos
- Oros recibió un Medallion Award del Industrial Designers Institute (IDI) (ahora, Industrial Designers Society of America) junto con George W. Walker, Eugene Bordinat, Herbert Tod, Rulo N. Conrad, John Najjar y Elwood P. Engel, por el Lincoln Premier de 1956.[18]
- Así mismo, se le galardonó con una medalla de bronce de la IDI en 1964[18] junto con Eugene Bordinat, L. David Ash, G. L. Halderman, Charles H. Phaneuf, D.C. Woods, J. Najjar y J.B. Foster por sus contribuciones al Mustang.